# Chandler Massey
Chandler Abit Massey (Atlanta, Georgia, 10 de septiembre de 1990) es un actor y músico estadounidense, conocido por haber interpretado a Will Horton en la serie Days of Our Lives.

## Biografía
Es hijo del político Lewis A. Massey (el ex secretario de Estado de Georgia) y Amy Reichard Massey. Tiene dos hermanos menores, Cameryn y Christian Massey.
En mayo de 2009 se graduó del "Norcross High School". Estudió en la Universidad de California en Los Ángeles (UCLA).

## Carrera
En 2009 apareció como invitado en el episodio "Screenwriter's Blues" de la serie One Tree Hill, donde encarnaba al actor que interpreta a Lucas Scott en la película que rodaban.
Massey también es músico, actúa como teclista y uno de los dos vocalistas de la banda de metal "And Still I Rise".
En 2010 se unió al elenco principal de la exitosa serie Days of Our Lives, donde interpretó a William "Will" Horton Brady hasta 2014, después de que decidiera no renovar su contrato para terminar sus estudios y perseguir otros papeles. El 8 de mayo de 2017, se anunció que Chandler regresaría a la serie como Will en septiembre del mismo año.

## Filmografía

### Series de televisión
| Año                          | Título            | Personaje      | Notas                           |
| ---------------------------- | ----------------- | -------------- | ------------------------------- |
| 2010 - 2014, 2017 - presente | Days of Our Lives | Will Horton    | 805 episodios                   |
| 2016                         | Bunk'd            | Noah Drake     | episodio "For Love and Money"   |
| 2015                         | Bad Judge         | Derek          | episodio "The Fixer"            |
| 2009                         | Army Wives        | Ben Goldsmith  | episodio "Duty to Inform"       |
| 2009                         | Eastbound & Down  | Pliny Caldwell | episodio "Chapter 3"            |
| 2009                         | One Tree Hill     | Actor Lucas    | episodio "Screenwriter's Blues" |

### Películas
| Año  | Título             | Personaje       |
| ---- | ------------------ | --------------- |
| 2016 | Butterfly Caught   | Terry           |
| 2014 | Angels in Stardust | Angelo          |
| 2012 | 16-Love            | Farrell Gambles |

2021 Next stop: christmas        Ben

### Apariciones
| Año  | Programa            | Notas                                                                |
| ---- | ------------------- | -------------------------------------------------------------------- |
| 2011 | ACME Saturday Night | episodio "Chandler Massey and Casey Deidrick" - presentador invitado |

### Teatro
| Año | Obra                                             | Notas |
| --- | ------------------------------------------------ | ----- |
| -   | How to Succeed in Business Without Really Trying | -     |
| -   | Guys and Dolls                                   | -     |
| -   | One Flew Over the Cuckoo's Nest                  | -     |
| -   | Little Shop of Horrors                           | -     |

## Premios y nominaciones
| Año  | Categoría                                   | Premio              | Serie             | Resultado |
| ---- | ------------------------------------------- | ------------------- | ----------------- | --------- |
| 2014 | Outstanding Younger Actor in a Drama Series | Daytime Emmy Award  | Days of Our Lives | Ganador   |
| 2013 | Outstanding Younger Actor in a Drama Series | Daytime Emmy Award  | Days of Our Lives | Ganador   |
| 2013 | Younger Actor - Daytime Drama               | Gold Derby TV Award | Days of Our Lives | Nominado  |
| 2012 | Outstanding Younger Actor in a Drama Series | Daytime Emmy Award  | Days of Our Lives | Ganador   |
| 2012 | Lead Actor - Daytime Drama                  | Gold Derby TV Award | Days of Our Lives | Nominado  |
| 2011 | Outstanding Younger Actor in a Drama Series | Daytime Emmy Award  | Days of Our Lives | Nominado  |
| 2011 | Younger Actor - Daytime Drama               | Gold Derby TV Award | Days of Our Lives | Ganador   |
| 2010 | Younger Actor - Daytime Drama               | Gold Derby TV Award | Days of Our Lives | Nominado  |